# Kazimierz Jasiewicz
Kazimierz Jasiewicz – polski lekkoatleta, specjalizujący się w biegach sprinterskich.

## Osiągnięcia
- Mistrzostwa Polski seniorów w lekkoatletyce
  - Poznań 1934
    - brązowy medal w biegu na 100 m
    - brązowy medal sztafecie 4 × 100 m

  - Warszawa 1934 (sztafety)
    - złoty medal w sztafecie 400+300+200+100 m
    - złoty medal w sztafecie 800+400+200+100 m
    - srebrny medal w sztafecie 4 × 100 m

  - Białystok 1935
    - złoty medal sztafecie 4 × 100 m
    - brązowy medal w biegu na 100 m